# Pyridin
Pyridin (av grekiska pyr, "eld"), C5H5N, är en färglös, basisk vätska med stark, "fisklik", lukt, utvunnen ur stenkolstjära.
Pyridin är en av de enklaste heteroaromatiska molekylerna och har samma struktur som bensen, men ett kol-väte-par är substituerat mot en ensam kväveatom. 
Ämnet är lättlösligt i vatten och organiska lösningsmedel. Föreningar med pyridinring finns rikligt i naturen och ingår ofta i reversibla redoxsystem, t. ex. nikotin-adenin-dinukleotid (NAD).

Pyridiniumjonen.

Pyridinmolekylen kan lämna ett elektronpar och bilda en pyridiniumjon. Pyridin är därför en bas.

## Framställning
Pyridin kan framställas ur stenkols- eller brunkolstjära, eller genom destillation av kvävehaltiga animaliska avfallsämnen, t.ex. klövar och ben.
Framställning ur bentjära sker genom uppvärmning av denna med svavelsyra, varvid alla basiska ämnen går i lösning och kan avskiljas från tjärans övriga beståndsdelar. Ur den svavelsyrade lösningen utfälls pyridin med natronlut. Den utskiljda oljeaktiga blandningen renas, dels genom kraftig oxidation, dels genom fraktionering.

## Användning
Pyridin kan användas för denaturering av sprit och som egaliseringsmedel vid färgning av textilier. I den kemiska industrin används det för tillverkning av piperidin och som lösningsmedel för en del organiska föreningar.